# Presidenti dell'Ossezia del Sud
A partire dall'autoproclamazione di indipendenza, dal 28 novembre 1991 fino al 27 novembre 1996 il capo dell'Ossezia del Sud era il Presidente del Parlamento. A partire dal 1996, invece, si tengono le elezioni presidenziali per l'elezione del Capo dello Stato.
Questa è una lista dei Presidenti della Repubblica dell'Ossezia del Sud, riconosciuta a livello internazionale dalla Russia, e dei detentori del titolo anche prima del 1996.
| Nome             | Titolo                    | Dal              | Al               |
| ---------------- | ------------------------- | ---------------- | ---------------- |
| Znaur Gassiev    | Presidente del Parlamento | 28 novembre 1991 | 1992             |
| Torez Kulumbegov | Presidente del Parlamento | 1992             | settembre 1993   |
| Ljudvig Čibirov  | Presidente del Parlamento | 1993             | 27 novembre 1996 |
| Ljudvig Čibirov  | Presidente                | 27 novembre 1996 | 18 dicembre 2001 |
| Ėduard Kokojty   | Presidente                | 18 dicembre 2001 | 10 dicembre 2011 |
| Vadim Brovcev    | Presidente ad interim     | 11 dicembre 2011 | 19 aprile 2012   |
| Leonid Tibilov   | Presidente                | 19 aprile 2012   | 21 aprile 2017   |
| Anatolij Bibilov | Presidente                | 21 aprile 2017   | 24 maggio 2022   |
| Alan Gagloev     | Presidente                | 24 maggio 2022   | in carica        |

## Amministrazione provvisoria
L'Amministrazione Provvisoria dell'Ossezia del Sud è ufficialmente riconosciuta dal governo della Georgia.
| Nome             | Titolo     | Dal             | Al              |
| ---------------- | ---------- | --------------- | --------------- |
| Dmitrij Sanakoev | Presidente | 4 maggio 2007   | 4 novembre 2022 |
| Tamaz Bestayev   | Presidente | 4 novembre 2022 | in carica       |